# John Thomas Sladek
John Thomas Sladek (15. prosince 1937, Waverly, Iowa, USA – 10. března 2000, Minneapolis, USA) byl americký spisovatel vědeckofantastické literatury. Ve svém díle hojně používal satiru a surrealistické prvky.

## Dílo

### Romány
- The Reproductive System (také pod názvem Mechasm) (1968) – první román, stal se bestsellerem.[1]
- The Müller-Fokker Effect (1970) – román pojednává o schopnosti přenést osobnost člověka do paměti počítače potažmo na jiného člověka. Kritický pohled na morálku společnosti.
- Roderick (1980)
- Roderick at Random (1983)
- Tik-Tok (1983)
- Love Among the Xoids (1984)
- Bugs (1989)
- Blood and Gingerbread (1990)
- Wholly Smokes (2003)

### Sbírky povídek
- The Steam-Driven Boy and other Strangers (1973)
- Keep the Giraffe Burning (1977)
- The Best of John Sladek (1981)
- Alien Accounts (1992)
- The Lunatics of Terra (1984)
- The Book of Clues (1984)